# Милау
Милау (њем. Mylau) град је у њемачкој савезној држави Саксонија. Једно је од 45 општинских средишта округа Фогтланд. Према процјени из 2010. у граду је живјело 2.878 становника. Посједује регионалну шифру (AGS) 14523250.

## Географски и демографски подаци
Милау се налази у савезној држави Саксонија у округу Фогтланд. Град се налази на надморској висини од 305 метара. Површина општине износи 4,7 km². У самом граду је, према процјени из 2010. године, живјело 2.878 становника. Просјечна густина становништва износи 608 становника/km².

## Међународна сарадња
| Мјесто          | Држава    | Врста сарадње | Од    |
| --------------- | --------- | ------------- | ----- |
| Монтекарло/Лука | Италија   | партнерство   | 2006. |
|                 | Француска | партнерство   | 2006. |
|                 | Чешка     | партнерство   | 2006. |
| Извор           |           |               |       |